# Rafael Castelló Cogollos
Rafael Castelló Cogollos   (Carcagente, 23 de enero de 1964) es un sociólogo español, profesor del Departamento de Sociología y Antropología Social de la Universidad de Valencia desde 1989.
Fue redactor económico del El Temps entre 1987 y 1988 y concejal y primer teniente de alcalde en el Ayuntamiento de Carcagente entre 1987 y 1991.
Fue vicedecano de estudios entre 2007 i 2012 y presidente de la comisión de cualidad de la Facultat de Ciencias Sociales de la Universidad de Valencia entre 2012 y 2018. Entre 2012 y 2022 ha sido director del Servicio de Política Lingüística de la Universidad de Valencia. Codirige la Càtedra de Drets Lingüístics de la Universitat de València desde  su creación en 2018, junto con Vicenta Tasa Fuster.
Ha realizado investigación y publicado artículos sobre demografía valenciana, identidad nacional en la Comunidad Valenciana, sociolingüística en la sociedad valenciana, la estructura de clases valenciana y precariedad vital y acción colectiva. En el ámbito de la sociolingüística ha propuesto los conceptos de «especulación lingüística» y de «multilingüismo autocentrado».